# Tarzan: The Epic Adventures
Tarzan: The Epic Adventures is een Amerikaanse televisieserie gebaseerd op het personage Tarzan. De serie werd van 1996 tot 1997 uitgezonden, met een totaal van 22 afleveringen. De hoofdrollen werden gespeeld door Joe Lara, Aaron Seville en Don McLeod.

## Verhaal
De serie draait om Tarzan in zijn eerste jaren nadat hij kennis heeft gemaakt met de beschaafde wereld, maar voordat hij trouwt met Jane. De serie maakt gebruik van veel van de mythologie in de boeken van Edgar Rice Burroughs.

## Productie
De serie werd opgenomen in Sun City in Zuid-Afrika. Daarmee is het een van de weinige Tarzan-producties die daadwerkelijk in Afrika zelf is opgenomen.

## Cast
- Joe Lara - Tarzan/John Clayton
- Aaron Seville - Timba
- Lydie Denier - Olga de Coude
- Andrew Divoff - Nicholai Rokoff
- Dennis Christopher - Paul D’Arnot
- Ralph Wilcox - Mugambi

## Afleveringen
Pilot.   "Tarzan's Return" (twee uur)
1. "Tarzan and the Leopard Woman"
2. "Tarzan and the Lost Legion"
3. "Tarzan and the Scarlet Diamond"
4. "Tarzan and the Black Orchid"
5. "Tarzan and the Reflections in an Evil Eye"
6. "Tarzan and the Priestess of Opar"
7. "Tarzan and the Fury of the Zadu"
8. "Tarzan and the Revenge of Zimpala"
9. "Tarzan and the Return of KuKulcan"
10. "Tarzan and the White Pebble"
11. "Tarzan and the Moon God"
12. "Tarzan and the Forbidden City"
13. "Tarzan and the Leopard Demon"
14. "Tarzan and the Demon Within"
15. "Tarzan and the Mahars"
16. "Tarzan and the Amtorans"
17. "Tarzan and the Beast of Dunali"
18. "Tarzan and the Shadow of Anger"
19. "Tarzan and the Mystery of the Lake"
20. "Tarzan and the Circus Hunter"